# Гвинейское течение
Гвинейское течение — медленное тёплое течение вдоль западных берегов Африки.
В Гвинейском заливе течёт с запада на восток, поворачивая затем на юг. Вместе с Ангольским течением и южным Экваториальным противотечением образует циклонический круговорот Гвинейского залива. Границы между течениями изменяются в зависимости от времени года, приблизительно областью начала течения считается 10° западной долготы. Среднегодовая температура воды 26—27 °C, скорость течения падает с запада на восток, наибольшая скорость — около 44 км в сутки, в отдельных случаях до 88 км в сутки.
У мыса Три-Пойнтс берег образует резкий выступ, вследствие чего Гвинейское течение отклоняется в открытое море, обусловливая тем самым недобор воды у берегов, который компенсируется подъёмом холодных глубинных вод. Юго-западный муссон Западной Африки, проходя над холодными прибрежными водами, охлаждается и обедняется влагой. Кроме того, вследствие конфигурации береговой линии, юго-западные ветры здесь оказываются дующими вдоль побережий, что не способствует образованию восходящих токов воздуха и появлению облачности и осадков. К западу от Три-Пойнтс на Гвинейском побережье осадков выпадает не менее 1500 мм. К востоку от мыса Три-Пойнтс, на части побережья, лежащая между Аккрой и Лагосом количество осадков сильно снижается: Аккра получает их в течение года всего 700 мм, Ломе — 675 мм.